# کایپ (سرزمین آلتای)
کایپ (به لاتین: Kaip) یک منطقهٔ مسکونی در روسیه است که در سرزمین آلتای واقع شده‌است.